# Moudjib Djinadou
Moudjib Djinadou, né le 16 janvier 1965 à Porto-Novo, est un romancier et fonctionnaire international béninois, successivement en poste dans différents organes des Nations unies. 

## Biographie
Né le 16 janvier 1965 à Porto Novo, Moudjib Djinadou effectue sa scolarité primaire et secondaire dans la même ville, puis poursuit ses études supérieures à l'université nationale du Bénin (École nationale d'administration) et en France, à l'université d'Amiens et à celle de Paris-Descartes, où il soutient en 1997 une thèse de doctorat en droit public intitulée L'Organisation des Nations Unies et l'action humanitaire.
Entre 1996 et 2000, il exerce les fonctions d’administrateur de terrain auprès du Haut Commissariat des Nations unies pour les réfugiés, notamment en République démocratique du Congo, au Mali, au Liberia et au Tchad. Entre 2015 et 2017, il est Directeur politique au Bureau des Nations unies pour l’Afrique de l'Ouest et du Sahel (UNOWAS). Depuis 2017, il dirige la division des affaires politiques à la Mission de l'Organisation des Nations unies en république démocratique du Congo (MONUSCO).

## Œuvre littéraire
- Mo gbé, le cri de mauvais augure, 1991 (roman)

« Mo Gbé » – une expression yoruba qui signifie : « c'en est fait de moi » – est le nom du héros qui doit affronter de nombreuses épreuves, dont le sida ; c'est l'un des premiers romans africains abordant ce thème.
- Mais que font donc les dieux de la neige ?, 1993 (roman)
- L'avocat de Vanessa : nouvelle, 1996 (nouvelle)
- Bledici, 1996 (roman)

## Distinctions
- Lauréat du premier concours national des arts et des lettres du Bénin, avec La raison du plus fou (1988[1]).